# 11309 Malus
För andra betydelser, se Malus.
11309 Malus eller 1993 PC7 är en asteroid i huvudbältet som upptäcktes den 15 augusti 1993 av den belgiske astronomen Eric W. Elst vid CERGA-observatoriet. Den är uppkallad efter den franske fysikern Louis Malus.
Asteroiden har en diameter på ungefär 14 kilometer.